# Bazoncourt
Bazoncourt è un comune francese di 503 abitanti situato nel dipartimento della Mosella, nella regione del Grand Est.

## Società

### Evoluzione demografica
Abitanti censiti